# Agepê
Antônio Gilson Porfírio, mais conhecido como Agepê (Rio de Janeiro, 10 de agosto de 1943 – Rio de Janeiro, 30 de agosto de 1995), foi um cantor e compositor brasileiro.
O nome artístico decorre da pronúncia fonética das iniciais do nome de batismo do cantor, "AGP".

## Biografia
Passou a infância no Morro do Juramento, zona norte do Rio. Era filho de José Porfírio, um professor de música muito rígido e Tercília Porfírio, que cursou magistério, mas não exerceu. Durante a infância, foi enviado contra  sua vontade para um colégio interno, de onde fugiu e acabou sendo encontrado por acaso por sua madrinha, que o levou para morar com ela no Morro da Providência.  Na adolescência, foi office-boy na Embaixada da Alemanha, enquanto completava os estudos na Escola Técnica Nacional. Aos 18 anos, ingressou na Aeronáutica, de onde foi expulso pouco tempo depois, devido à insubordinação e às fugas do quartel para namorar.
Antes da fama, trabalhou como transportador de bagagem onde era conhecido como "Ripinha" e também foi técnico projetista da extinta TELERJ, a que abandonaria para se dedicar à carreira artística.
A carreira fonográfica teve início em 1975, quando lançou o compacto com a canção "Moro Onde Não Mora Ninguém", primeiro sucesso dele, com 950 mil cópias vendidas, que seria regravada posteriormente por Wando. Em 1976, seu pai, José Porfírio faleceu.
Entre 1975 e 1981, lançou sete discos. Nove anos depois, lançou o sucesso estrondoso "Deixa Eu Te Amar" (Agepê, Ismael Camillo e Mauro Silva), que fez parte da trilha sonora da telenovela Vereda Tropical, em 1984, de Carlos Lombardi. O disco Mistura Brasileira, que continha esta canção, foi o primeiro disco de samba a ultrapassar a marca de um milhão de cópias vendidas (vendeu um milhão e meio de cópias).A carreira destacou-se por um estilo mais romântico, sensual e comercial, em que fez escola. Sua mãe faleceu em 1984, em meio às gravações do disco "Mistura Brasileira", o qual dedica à sua mãe Tercília e sua mãe de santo, Menininha do Gantois.  
Foi integrante da ala dos compositores da Portela onde, nas disputas pela escolha do samba-enredo, chegou às finais em cinco ocasiões e, em todas elas, amargou o segundo lugar, portanto nunca venceu na Majestade do Samba..
Contendo um repertório eclético, composto principalmente pelo samba, mas abrindo espaço para ritmos como baião, forró, xote, afoxé, teve no compositor Canário o mais frequente parceiro. Na sua voz, tornaram-se consagradas inúmeras composições da dupla, como "Menina dos cabelos longos", "Cheiro de primavera", "Moça criança", "Louca", "Moro onde não mora ninguém", dentre outras. Também regravou "Cama e Mesa", de Roberto Carlos e Erasmo Carlos, com grande sucesso.
Após o sucesso de Mistura Brasileira, Agepê lançou mais oito discos, além de coletâneas. Agepê gostava de se apresentar de terno de cetim branco e sapato de cromo da mesma cor.
No dia 27 de agosto de 1995, o músico foi internado na Clínica São Bernardo (RJ) por conta de uma úlcera agravada pelo diabetes, entrando, no dia seguinte, em coma profundo. Faleceu no dia 30 de agosto de 1995 e foi enterrado no jazigo da família Porfírio, no  Cemitério São Francisco Xavier, no Caju (RJ).

## Discografia
- Moro Onde Não Mora Ninguém (1975)
- Agepê (1977)
- Canto De Esperança (1978)
- Tipo Exportação (1978)
- Agepê (1979)
- Agepê (1981)
- Mistura Brasileira (1984) - 1 500 000 de cópias vendidas.
- Agepê (1985)
- Agepê (1986)[7]
- Agepê (1987)
- Canto Pra Gente Cantar (1988)
- Cultura Popular (1989)
- Agepê (1990)
- Me Leva (1992)
- Feliz Da Vida (1994)